# جيروم لافوركاد
جيروم لافوركاد (بالفرنسية: Jérôme Lafourcade)‏ هو لاعب كرة قدم فرنسي في مركز الهجوم، ولد في 15 يناير 1983 في آش في فرنسا. لعب مع نادي تروا ونادي شاتورو ونادي لوزيناك ونادي مونبلييه ونادي نيور.

## وصلات خارجية
- جيروم لافوركاد على موقع قاعدة بيانات كرة القدم.إي يو (الإنجليزية)